# Mornariški križec
Mornariški križec (izvirno angleško Navy Cross) je drugo najvišje vojaško odlikovanje, ki se podeli pripadnikom Vojne mornarice ZDA in Korpusa mornariške pehote ZDA.
Odlikovanje je bilo ustanovljeno z Ukazom kongresa ZDA (Javni zakon 253, 65. kongres) in potrjeno 4. februarja 1919. Mornariški križec je enakovreden Distinguished Service Cross (KOV ZDA) in Air Force Cross (VL ZDA).

## Datum uporabe
Odlikovanje je vstopilo v uporabo 6. aprila 1917.

## Pogoji za podelitve
Mornariški križec se podeli vsem, ki so med služenjem v vojni mornarici ali korpusu mornariške pehote, odlikovali v boju z izrednim pogumom, ki pa ni zadostoval za podelitev medalje časti. 
Boj mora zajemati najmanj enega od treh pogojev:
- boj se izvaja proti sovražnikom ZDA,
- boj je v okviru vojaške operacije, usmerjene proti nasprotni sovražnikovi sili
- sodelovanje v boju pod poveljstvom prijateljskih sil v oboroženem konfliktu, kjer ZDA niso prisotne.

Za prislužitev mornariškega križca se mora oseba izkazati v veliki nevarnosti oz. v taki obliki, da je ogroženo samo življenje. Seštevek manjših pogumnih dejanj ne opravičuje podelitev tega odlikovanja.

## Vrstni red nošnje
Na uniformi se mornariški križec nosi za medaljo časti in pred vsemi drugimi odlikovanji.

## Oblikovalec
Mornariški križec je oblikoval James Earl Fraser (1876-1953).

## Nosilci
Seznam nosilcev mornariškega križca
Prvi prejemnik odlikovanja ni znan, saj so po prvi svetovni vojni podelili odlikovanja glede na sestavljen seznam in ne glede na datum akcije.
Kot edini, ki je prejel pet takih odlikovanj, je bil general KMP ZDA Lewis Burwell Puller.

## Opis
Prednja stran
Mornariški križec je spremenjen bronasti križ patée, ki je širok pol inča. Konci križa so zaobljeni. Med konci križa so pritrjeni štirje lovorjevi listi (predstavljajo dosežke). V sredini križca je ladja na vesla, ki pluje na valovih proti levi strani medalje. Ladja prestavlja vojno mornarico in služenje na morju.
Vsako dodatno medaljo predstavlja zlata zvezdica premera 8 mm.
Zadnja stran
Na sredini križca (širok 1,5 inča) so prekrižana sidra z vrvmi ter črke USN.
Trakec
Trakec je mornariško modre barve z belo črto na sredini.